# Krásný Dvůr (district de Louny)
Krásný Dvůr (en allemand : Schönhof) est une commune du district de Louny, dans la région d'Ústí nad Labem, en Tchéquie. Sa population s'élevait à 658 habitants en 2021.

## Géographie
Krásný Dvůr se trouve à 5 km au nord-ouest de Podbořany, à 33 km au sud-ouest de Louny, à 67 km au sud-ouest d'Ústí nad Labem et à 79 km à l'ouest-nord-ouest de Prague.
La commune est limitée par Veliká Ves au nord, par Podbořany à l'est et au sud, par Nepomyšl au sud et par Mašťov à l'ouest.

## Histoire
La première mention écrite du village date de 1295.

## Transports
Par la route, Krásný Dvůr se trouve à 6 km de Podbořany, à 38 km de Louny, à 83 km d'Ústí nad Labem  et à 91 km de Prague.